# The LEGO Movie Videogame
The LEGO Movie Videogame è un videogioco di azione-avventura sviluppato da TT Games e pubblicato da Warner Bros. Interactive Entertainment, parte della serie di videogiochi LEGO, segue la trama del film d'animazione The LEGO Movie. Il gioco è stato pubblicato da Warner Bros. Interactive Entertainment a fianco del film nel 2014 per Windows, Nintendo 3DS, PlayStation 3, PlayStation 4, PlayStation Vita, Wii U, Xbox 360, Xbox One, macOS, iOS e Android.

## Modalità di gioco
Proseguendo il trend dai gameplay dei precedenti titoli LEGO di TT Games, il gioco mette i giocatori al comando dei vari personaggi del film, facendo uso di pezzi LEGO per farsi strada attraverso diversi livelli. Per la prima volta nella serie, gli ambienti sono completamente fatti con mattoncini LEGO. Il gioco introduce due principali nuovi tipi di personaggi: Costruttori regolari, come il protagonista Emmet, e Mastri Costruttori, come Vitruvius e Wildstyle. I Costruttori regolari sono in grado di costruire oggetti normalmente su mucchi di pezzi LEGO e richiedono pagine di istruzioni che si trovano nel corso di ogni livello. Utilizzando queste istruzioni guidate, i giocatori seguono le indicazioni per costruire oggetti con pezzi specifici, come con i set LEGO nella vita reale. I Mastri Costruttori, invece, hanno la capacità di afferrare i pezzi di LEGO dall'ambiente e li usano per creare qualcosa di nuovo.

## Contenuto scaricabile
È stato pubblicato un contenuto aggiuntivo per il gioco chiamato Wild West Pack. Includeva 4 nuovi personaggi: Old Ollie, Wild Will, Sudds Backwash e Rootbeer Belle, oltre a 4 nuovi pantaloni: i pantaloni tornado, i pantaloni cercatore, i pantaloncini caldi e i pantaloni di Jack il coniglio.

## Seguito
Il 26 febbraio 2019 è stato pubblicato in Nord America un sequel del gioco, The LEGO Movie 2 Videogame, basato su The LEGO Movie 2 - Una nuova avventura, per PlayStation 4, Xbox One, Microsoft Windows e Nintendo Switch. Il 1º marzo 2019 è stato distribuito nel resto del mondo, mentre il 14 marzo è uscito anche su macOS.